# John W. Snow
John William Snow (født 2. august 1939 i Toledo, Ohio) var amerikansk finansminister 2003-2006.
Den 30. maj 2006 blev han efterfulgt på finansministerposten af Henry M. Paulson Jr.
Snow havde allerede i foråret 2006 meddelt, at han ønskede at trække sig tilbage.